# Gorenice
Gorenice est une localité polonaise de la gmina et du powiat d'Olkusz en voïvodie de Petite-Pologne.

## Démographie
En 2021, la population était de 1 287 habitants.